# Associazione Calcio Isola Liri 2010-2011
Questa pagina raccoglie le informazioni riguardanti l'Associazione Calcio Isola Liri nelle competizioni ufficiali della stagione 2010-2011.

## Rosa
| N. |                   | Ruolo | Calciatore            |
| -- | ----------------- | ----- | --------------------- |
|    | Italia (bandiera) | C     | Gennaro Acampora      |
|    | Italia (bandiera) | A     | Lorenzo Bianchini     |
|    | Italia (bandiera) | A     | Cristiano Bussi       |
|    | Italia (bandiera) | A     | Gianmarco Caira       |
|    | Italia (bandiera) | C     | Valerio Carboni       |
|    | Italia (bandiera) | A     | Matteo Carosi         |
|    | Italia (bandiera) | D     | Giorgio Cea           |
|    | Italia (bandiera) | A     | Massimo Ignazio Conte |
|    | Italia (bandiera) | C     | Claudio Costanzo      |
|    | Italia (bandiera) | C     | Antonio De Matteis    |
|    | Italia (bandiera) | D     | Salvino Di Girolamo   |
|    | Italia (bandiera) | C     | Giuliano Falco        |
|    | Italia (bandiera) | D     | Fabio Ferrara         |
|    | Italia (bandiera) | D     | Danilo Fiorini        |
|    | Italia (bandiera) | C     | Andrea Flavi          |
|    | Italia (bandiera) | D     | Francesco Frioni      |
|    | Italia (bandiera) | C     | Andrea Gennari        |

| N. |                   | Ruolo | Calciatore            |
| -- | ----------------- | ----- | --------------------- |
|    | Italia (bandiera) | C     | Tommaso Graziani      |
|    | Italia (bandiera) | P     | Antony Iannarilli     |
|    | Italia (bandiera) | C     | Andrea Jukic          |
|    | Italia (bandiera) | D     | Emanuele La Rocca     |
|    | Italia (bandiera) | C     | Luigi Lucchese        |
|    | Italia (bandiera) | C     | Andrea Mallardi       |
|    | Italia (bandiera) | C     | Emanuele Martinelli   |
|    | Italia (bandiera) | C     | Massimiliano Marziale |
|    | Italia (bandiera) | D     | Mauro Mucciarelli     |
|    | Italia (bandiera) | D     | Marco Paolacci        |
|    | Italia (bandiera) | C     | Davide Raffaello      |
|    | Italia (bandiera) | C     | Marco Sperati         |
|    | Italia (bandiera) | A     | Giovanni Terrazzino   |
|    | Italia (bandiera) | C     | Pierpaolo Vigliotti   |
|    | Italia (bandiera) | C     | Luca Vigna            |
|    | Italia (bandiera) | D     | Davide Zappacosta     |